# Benjamin Parth

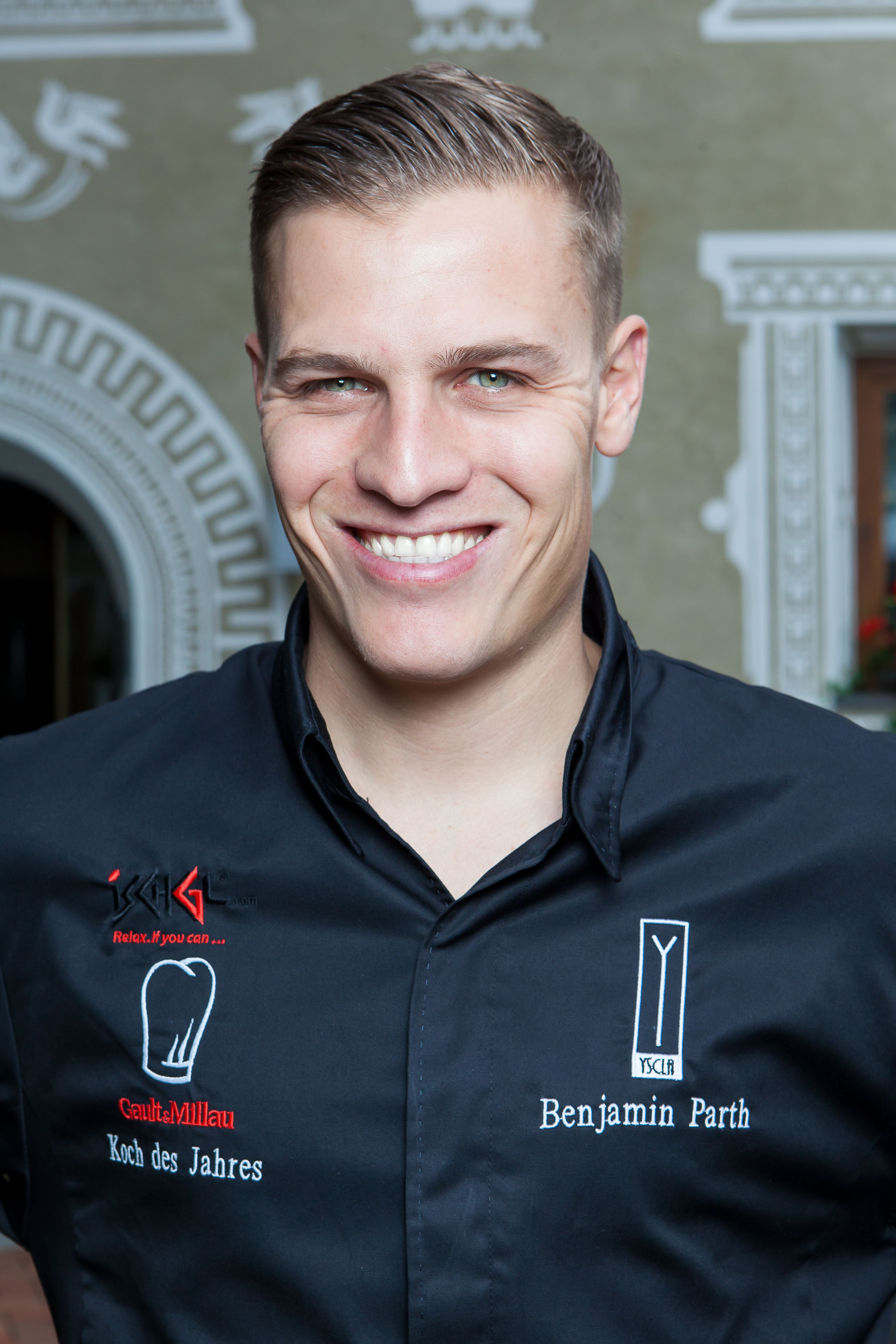
Portrait Benjamin Parth

Benjamin Parth (* 27. Juli 1988 in Zams) ist ein österreichischer Koch.

## Leben
Benjamin Parth wurde als Sohn von Alfons und Maria Odile Parth geboren.
Seine Lehre absolvierte er ab 2004 im elterlichen Hotel Yscla in Ischgl und der Residenz Heinz Winkler in Aschau im Chiemgau.
Im November 2007 ging er einen Monat nach Nizza, wo er im Restaurant L’Univers unter Christian Plumail kochte (ein Michelinstern).
Seit Dezember 2007 leitet er das Restaurant Stüva im Hotel Yscla seiner Familie. Im Sommer 2008 kochte er unter anderem im Restaurant Can Fabes unter Santi Santamaria in Sant Celoni (drei Michelinsterne), im Restaurant Bind unter Christian Bind in Kruså und im Restaurant Illhaeusern unter Marc Haeberlin, ehe er für die Wintersaison 2008/2009 nach Ischgl ins elterliche Hotel Yscla zurückkehrte. Im Sommer 2009 kochte er in Wolfsburg im Restaurant Aqua unter Sven Elverfeld. Seitdem ist er durchgehend Küchenchef im Restaurant Stüva.

## Mitgliedschaften
- 2020: Restaurant Stüva in Les Grandes Tables du Monde[2]

## Auszeichnungen (Auswahl)
- 2009: Eine Gault-Millau Haube
- 2009: Auszeichnung zu Österreichs jüngstem Haubenkoch
- 2012: Gault-Millau Zwei Hauben
- 2013: Guide A la Carte – 4 Sterne
- 2014: Bertelsmann-Guide – Aufsteiger des Jahres 2014
- 2018: Gault&Millau Koch des Jahres 2019[3][4]
- 2019: Gault&Millau 2020 - 4 Hauben (18,5 Punkte)
- 2019: La Liste 2020 - Top 1000 Restaurants der Welt
- 2019: La Liste 2020 - Young Chef Award
- 2020: Les Grandes Tables du Monde[5]
- 2022: Gault&Millau 2023 - 5 Hauben (19 Punkte)
- 2025: Zwei Sterne im Guide Michelin[6]

## Publikationen
- Angeberküche für jedermann,[7] Profitipps von Haubenkoch Benjamin Parth, TARGET GROUP Verlag, Tirol 2020, ISBN 978-3-200-07248-0